# Gran Premio de Australia de Motociclismo de 2016
El Gran Premio de Australia de Motociclismo de 2016 (oficialmente: Michelin Australian Motorcycle Grand Prix) fue la decimosexta prueba del Campeonato del Mundo de Motociclismo de 2016. Tuvo lugar en el fin de semana del 21 al 23 de octubre de 2016 en el Circuito de Phillip Island, situado en la isla de Phillip Island, estado de Victoria, Australia.
La carrera de MotoGP fue ganada por Cal Crutchlow, seguido de Valentino Rossi y Maverick Viñales. Thomas Lüthi fue el ganador de la prueba de Moto2, por delante de Franco Morbidelli y Sandro Cortese. La carrera de Moto3 fue ganada por Brad Binder, Andrea Locatelli fue segundo y Arón Canet tercero.

## Resultados

### Resultados MotoGP
| Pos.    | N.º | Piloto           | Constructor | Vueltas | Tiempo      | Parrilla | Puntos |
| ------- | --- | ---------------- | ----------- | ------- | ----------- | -------- | ------ |
| 1       | 35  | Cal Crutchlow    | Honda       | 27      | 40:48.543   | 2        | 25     |
| 2       | 46  | Valentino Rossi  | Yamaha      | 27      | +4.218      | 15       | 20     |
| 3       | 25  | Maverick Viñales | Suzuki      | 27      | +5.309      | 13       | 16     |
| 4       | 4   | Andrea Dovizioso | Ducati      | 27      | +9.157      | 9        | 13     |
| 5       | 44  | Pol Espargaró    | Yamaha      | 27      | +14.299     | 3        | 11     |
| 6       | 99  | Jorge Lorenzo    | Yamaha      | 27      | +20.125     | 12       | 10     |
| 7       | 45  | Scott Redding    | Ducati      | 27      | +28.369     | 11       | 9      |
| 8       | 38  | Bradley Smith    | Yamaha      | 27      | +28.781     | 14       | 8      |
| 9       | 9   | Danilo Petrucci  | Ducati      | 27      | +28.792     | 6        | 7      |
| 10      | 43  | Jack Miller      | Honda       | 27      | +28.815     | 5        | 6      |
| 11      | 6   | Stefan Bradl     | Aprilia     | 27      | +31.809     | 8        | 5      |
| 12      | 19  | Álvaro Bautista  | Aprilia     | 27      | +47.734     | 18       | 4      |
| 13      | 68  | Yonny Hernández  | Ducati      | 27      | +47.749     | 17       | 3      |
| 14      | 50  | Eugene Laverty   | Ducati      | 27      | +54.311     | 16       | 2      |
| 15      | 7   | Mike Jones       | Ducati      | 27      | +55.875     | 19       | 1      |
| 16      | 53  | Esteve Rabat     | Honda       | 27      | +1:06.395   | 21       |        |
| 17      | 69  | Nicky Hayden     | Honda       | 27      | +1:22.604   | 7        |        |
| Ret     | 8   | Héctor Barberá   | Ducati      | 24      | Caída       | 10       |        |
| Ret     | 41  | Aleix Espargaró  | Suzuki      | 22      | Caída       | 4        |        |
| Ret     | 93  | Marc Márquez     | Honda       | 9       | Caída       | 1        |        |
| Ret     | 76  | Loris Baz        | Ducati      | 0       | Electrónica | 20       |        |
| Fuente: |     |                  |             |         |             |          |        |

### Resultados Moto2
| Pos.    | N.º | Piloto              | Constructor | Vueltas | Tiempo         | Parrilla | Puntos |
| ------- | --- | ------------------- | ----------- | ------- | -------------- | -------- | ------ |
| 1       | 12  | Thomas Lüthi        | Kalex       | 25      | 39:15.891      | 1        | 25     |
| 2       | 21  | Franco Morbidelli   | Kalex       | 25      | +0.010         | 9        | 20     |
| 3       | 11  | Sandro Cortese      | Kalex       | 25      | +0.530         | 4        | 16     |
| 4       | 7   | Lorenzo Baldassarri | Kalex       | 25      | +3.081         | 8        | 13     |
| 5       | 30  | Takaaki Nakagami    | Kalex       | 25      | +3.815         | 12       | 11     |
| 6       | 94  | Jonas Folger        | Kalex       | 25      | +11.087        | 6        | 10     |
| 7       | 24  | Simone Corsi        | Speed Up    | 25      | +13.291        | 13       | 9      |
| 8       | 49  | Axel Pons           | Kalex       | 25      | +16.411        | 18       | 8      |
| 9       | 23  | Marcel Schrötter    | Kalex       | 25      | +17.650        | 11       | 7      |
| 10      | 97  | Xavi Vierge         | Tech 3      | 25      | +17.665        | 7        | 6      |
| 11      | 19  | Xavier Siméon       | Speed Up    | 25      | +17.762        | 20       | 5      |
| 12      | 5   | Johann Zarco        | Kalex       | 25      | +17.796        | 10       | 4      |
| 13      | 2   | Jesko Raffin        | Kalex       | 25      | +31.575        | 5        | 3      |
| 14      | 57  | Edgar Pons          | Kalex       | 25      | +34.670        | 23       | 2      |
| 15      | 14  | Ratthapark Wilairot | Kalex       | 25      | +40.454        | 16       | 1      |
| 16      | 10  | Luca Marini         | Kalex       | 25      | +47.707        | 17       |        |
| 17      | 70  | Robin Mulhauser     | Kalex       | 25      | +1:34.470      | 26       |        |
| 18      | 93  | Ramdan Rosli        | Kalex       | 24      | +1 vuelta      | 25       |        |
| Ret     | 20  | Alessandro Nocco    | Kalex       | 23      | Neumáticos     | 27       |        |
| Ret     | 54  | Mattia Pasini       | Kalex       | 22      | Daño por caída | 2        |        |
| Ret     | 52  | Danny Kent          | Kalex       | 22      | Caída          | 21       |        |
| Ret     | 87  | Remy Gardner        | Kalex       | 13      | Caída          | 22       |        |
| Ret     | 60  | Julián Simón        | Speed Up    | 9       | Caída          | 14       |        |
| Ret     | 27  | Iker Lecuona        | Kalex       | 9       | Caída          | 24       |        |
| Ret     | 40  | Álex Rins           | Kalex       | 6       | Caída          | 15       |        |
| Ret     | 22  | Sam Lowes           | Kalex       | 2       | Caída          | 3        |        |
| Ret     | 55  | Hafizh Syahrin      | Kalex       | 0       | Caída          | 19       |        |
| DNS     | 73  | Álex Márquez        | Kalex       |         | No participó   |          |        |
| DNS     | 32  | Isaac Viñales       | Tech 3      |         | No participó   |          |        |
| 1. 2.   |     |                     |             |         |                |          |        |
| Fuente: |     |                     |             |         |                |          |        |

### Resultados Moto3
La carrera, prevista para una duración de 23 vueltas, fue detenida después de 5 vueltas debido a un Caída y más tarde se reinició a 10 vueltas.
| Pos.    | N.º | Piloto                 | Constructor | Vueltas | Tiempo              | Parrilla | Puntos |
| ------- | --- | ---------------------- | ----------- | ------- | ------------------- | -------- | ------ |
| 1       | 41  | Brad Binder            | KTM         | 10      | 16:22.009           | 1        | 25     |
| 2       | 55  | Andrea Locatelli       | KTM         | 10      | +5.937              | 14       | 20     |
| 3       | 44  | Arón Canet             | Honda       | 10      | +9.594              | 20       | 16     |
| 4       | 40  | Darryn Binder          | Mahindra    | 10      | +9.642              | 6        | 13     |
| 5       | 11  | Livio Loi              | Honda       | 10      | +9.680              | 4        | 11     |
| 6       | 88  | Jorge Martín           | Mahindra    | 10      | +9.750              | 8        | 10     |
| 7       | 42  | Marcos Ramírez         | Mahindra    | 10      | +9.996              | 29       | 9      |
| 8       | 76  | Hiroki Ono             | Honda       | 10      | +10.115             | 28       | 8      |
| 9       | 95  | Jules Danilo           | Honda       | 10      | +10.142             | 15       | 7      |
| 10      | 64  | Bo Bendsneyder         | KTM         | 10      | +10.358             | 10       | 6      |
| 11      | 7   | Adam Norrodin          | Honda       | 10      | +10.447             | 26       | 5      |
| 12      | 20  | Fabio Quartararo       | KTM         | 10      | +10.569             | 34       | 4      |
| 13      | 24  | Tatsuki Suzuki         | Mahindra    | 10      | +10.682             | 23       | 3      |
| 14      | 65  | Philipp Öttl           | KTM         | 10      | +10.979             | 25       | 2      |
| 15      | 6   | María Herrera          | KTM         | 10      | +13.763             | 13       | 1      |
| 16      | 12  | Albert Arenas          | Peugeot     | 10      | +13.821             | 24       |        |
| 17      | 77  | Lorenzo Petrarca       | Mahindra    | 10      | +28.297             | 31       |        |
| 18      | 3   | Fabio Spiranelli       | Mahindra    | 10      | +42.036             | 30       |        |
| 19      | 48  | Lorenzo Dalla Porta    | KTM         | 10      | +50.454             | 27       |        |
| 20      | 14  | Matt Barton            | FTR Honda   | 10      | +1:23.446           | 33       |        |
| Ret     | 19  | Gabriel Rodrigo        | KTM         | 9       | Caída               | 3        |        |
| Ret     | 9   | Jorge Navarro          | Honda       | 9       | Caída               | 11       |        |
| Ret     | 43  | Stefano Valtulini      | Mahindra    | 8       | Caída               | 32       |        |
| Ret     | 23  | Niccolò Antonelli      | Honda       | 0       | Caída               | 17       |        |
| DNS     | 8   | Nicolò Bulega          | KTM         | 0       | No retomó la salida | 2        |        |
| DNS     | 16  | Andrea Migno           | KTM         | 0       | No retomó la salida | 5        |        |
| DNS     | 17  | John McPhee            | Peugeot     | 0       | No retomó la salida | 7        |        |
| DNS     | 36  | Joan Mir               | KTM         | 0       | No retomó la salida | 9        |        |
| DNS     | 21  | Francesco Bagnaia      | Mahindra    | 0       | No retomó la salida | 12       |        |
| DNS     | 89  | Khairul Idham Pawi     | Honda       | 0       | No retomó la salida | 16       |        |
| DNS     | 33  | Enea Bastianini        | Honda       | 0       | No retomó la salida | 18       |        |
| DNS     | 4   | Fabio Di Giannantonio  | Honda       | 0       | No retomó la salida | 19       |        |
| DNS     | 58  | Juan Francisco Guevara | KTM         | 0       | No retomó la salida | 21       |        |
| DNS     | 84  | Jakub Kornfeil         | Honda       | 0       | No retomó la salida | 22       |        |
| Fuente: |     |                        |             |         |                     |          |        |